# Rueyres (Lot)
Rueyres é uma comuna francesa na região administrativa de Occitânia, no departamento de Lot. Estende-se por uma área de 9,31 km². Em 2010 a comuna tinha 196 habitantes (densidade: 21,1 hab./km²).